# Paulo Porto-Alegre
Paulo Porto-Alegre (Rio de Janeiro, 24 de julho de 1842 — ?) foi um diplomata brasileiro.
Filho de Manuel de Araújo Porto-Alegre, iniciou seus estudos no Colégio Pedro II no Rio de Janeiro, partindo depois para estudar filosofia na Universidade de Berlim. Transferiu-se para a Universidade de Heidelberg onde estudou química, tendo trabalhado no laboratório de Robert Bunsen.
Em 1877 foi nomeado vice-cônsul do Brasil em Portugal e logo depois, em 1879, cônsul.

## Obras
- "Monographia do café; historia, cultura e produção", 1879, Viuva Bertrand, Lisboa